# Alberto Guglielmotti (sommergibile 1938)
L'Alberto Guglielmotti è stato un sommergibile della Regia Marina appartenente alla classe Brin.

## Storia
Nel giugno 1939 effettuò un viaggio sino a Lisbona per verificare le condizioni dell'attraversamento dello stretto di Gibilterra.
Salpò da Taranto con il sommergibile Iride il 22 settembre seguente via Tobruk (sosta 25-26 settembre), poi per Porto Said (28 settembre - 2 ottobre) e giunse infine a Massaua l'8 ottobre 1939.

### L'attività in Mar Rosso ed il trasferimento a Bordeaux
All'inizio della seconda guerra mondiale era dislocato in Mar Rosso, a Massaua (Eritrea), in seno all'81ª Squadriglia Sommergibili.
Fu l'ultimo dei sommergibili dell'Africa Orientale Italiana a partire in missione di guerra, il 21 giugno 1940. L'indomani recuperò l'equipaggio del sommergibile Macallè, perduto per incaglio una settimana prima.
Il 26 luglio salpò da Massaua per cercare, insieme ai cacciatorpediniere Nullo e Battisti, un mercantile britannico, ma non vi riuscì.
Nel pomeriggio del 6 settembre 1940, al comando del capitano di corvetta Carlo Tucci, colpì con due siluri la nave cisterna greca Atlas (4008 tsl), e, dopo che l'equipaggio l'ebbe abbandonata, la finì con il lancio di altri due siluri (dei quali uno andò a vuoto): la nave affondò in posizione 15°50' N e 41°50' E.
A inizio 1941 divenne ormai evidente l'imminenza della caduta dell'Africa Orientale Italiana e si decise di trasferire i sommergibili nella base atlantica italiana di BETASOM (Bordeaux); il Guglielmotti fu l'ultimo a lasciare Massaua, il 4 marzo 1941, agli ordini del capo flottiglia CF Gino Spagone.
Dopo aver attraversato il Canale del Mozambico, doppiò il Capo di Buona Speranza e si rifornì dalla nave cisterna tedesca Nordmark; navigò poi a ovest delle Isole di Capo Verde e delle Azzorre, transitò nel Golfo di Biscaglia e arrivò infine a Bordeaux il 7 maggio 1941, dopo aver percorso 12.425 miglia ed essere stato 66 giorni in mare.

### Il rientro in Mediterraneo e la perdita
Dopo lavori durati da giugno ad agosto, il 22 settembre 1941 partì da Le Verdon per rientrare in Mediterraneo: il 30 attraversò lo stretto di Gibilterra e il 16 ottobre arrivò a Messina.
In Mar Rosso ed Atlantico il Guglielmotti aveva svolto complessivamente 5 missioni, percorrendo un totale di 16.103 miglia in superficie e 426 in immersione.
Dal novembre 1941 al febbraio 1942 fu rimodernato nel cantiere di Taranto.
Il 15 marzo 1942 lasciò la base di Taranto diretto a Cagliari ma due giorni dopo, verso le sei del mattino, fu silurato dal sommergibile HMS Unbeaten e affondò con tutto l'equipaggio nel punto 37°42' N e 15°38' E, una quindicina di miglia a sud di Capo Spartivento in Calabria.
Scomparvero col sommergibile il comandante, tenente di vascello Federico Tamburini, sei altri ufficiali, 16 sottufficiali e 38 fra sottocapi e marinai; fu recuperato un solo corpo.